# Citation SR-560 Tracker

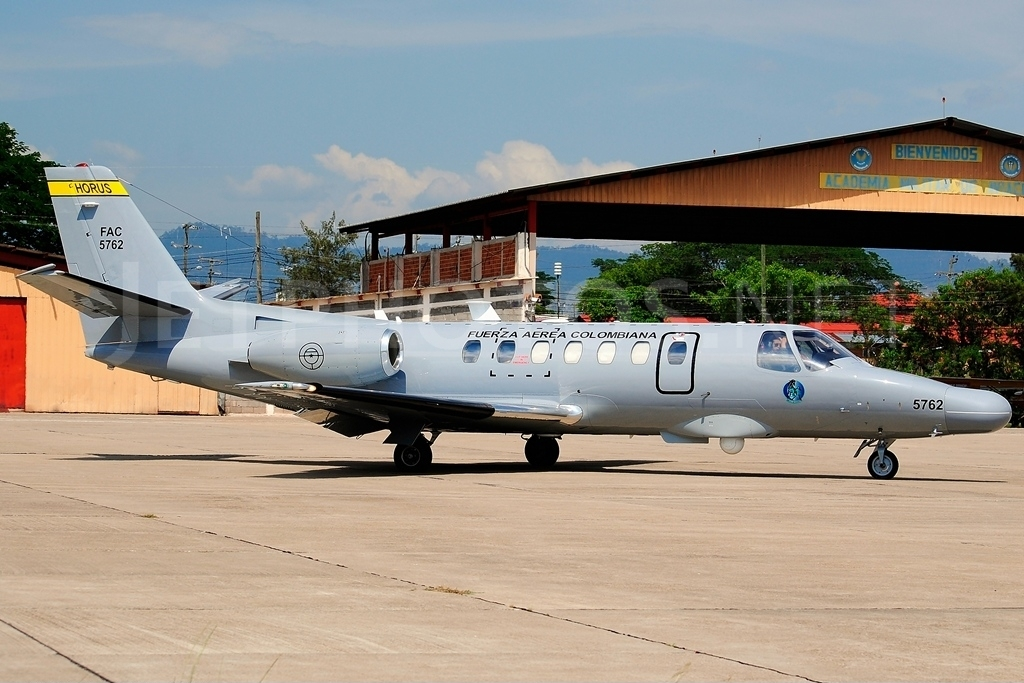
OT-47B Tracker de la Fuerza Aérea Colombiana.

El Citation SR-560 Tracker  es una versión del Cessna Citation V (Modelo 560). Es un avión de reacción de tamaño pequeño-medio fabricado por la compañía Cessna, siendo esta variante conocida como OT-47B Tracker debido a su propósito en recolección de inteligencia. Es considerado un Mini AWACS. Si bien en un principio fueron adquiridos cinco aeronaves por el Departamento de Defensa de los Estados Unidos para la lucha contra el narcotráfico, finalmente fueron transferidas a Colombia gracias a un acuerdo bilateral entre ambos gobiernos, terminando su entrega el 1 de enero de 2008.